# Phratora frosti
Phratora frosti är en skalbaggsart som beskrevs av Brown 1951. Phratora frosti ingår i släktet Phratora och familjen bladbaggar.

## Underarter
Arten delas in i följande underarter:
- P. f. frosti
- P. f. remissa